# Traian Vuia
Traian Vuia ou Trajan Vuia, (✰ Surducul-Mic, 17 de agosto de 1872; ✝ Bucareste, 03 de setembro de 1950) foi um inventor e pioneiro da aviação romeno, que efetuou experimentos bem-sucedidos na aviação.

## Biografia
Vuia afirmou que seu primeiro teste em voo ocorrido em 18 de março de 1906, em Montesson (França), percorreu 11 metros. apesar de não conseguir sustentar o voo por muito tempo, a invenção de Vuia influenciou os projetos de monoplanos de Louis Blériot. Mais tarde, Vuia também projetou helicópteros.

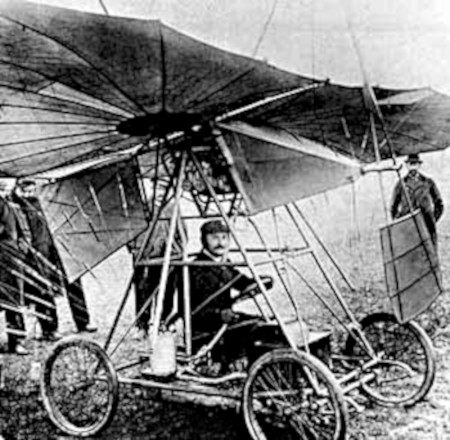
Traian Vuia em sua "máquina voadora", o Vuia I, em 1906.

Como cidadão francês desde 1918, Vuia foi também um grande patriota, liderando os romenos residentes na França atuando na resistência durante a primeira e segunda Guerras Mundiais. Ele retornou à Romênia em 1950.

## Experimentos de voo

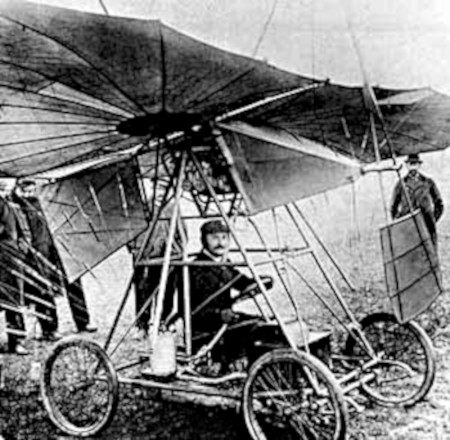
Traian Vuia em sua máquina voadora Vuia I em 1906

Em dezembro de 1905, Vuia concluiu a construção de seu primeiro avião, o "Vuia I". Era um monoplano de asa alta construído inteiramente com tubos de aço. A estrutura básica consistia em um par de armações triangulares, cujos membros inferiores formavam os lados do chassi retangular que suportava quatro rodas com pneus, sendo as dianteiras direcionáveis. A asa era montada no ápice dessas armações e assemelhava-se às dos planadores de Otto Lilienthal, com tubos de aço curvados irradiando para fora a partir do centro de cada armação lateral, sustentados por cabos presos a um par de mastros e cobertos com linho envernizado. O controle de inclinação era obtido variando o ângulo de ataque da asa. Um leme trapezoidal era montado atrás e abaixo da asa. O avião era propulsionado por um motor a gás ácido carbônico que acionava uma única hélice tratora. O motor de 19 kW (25 hp) teve que ser adaptado por Vuia, pois não havia um motor adequado disponível. O dióxido de carbono líquido era vaporizado em uma caldeira Serpollet e alimentado em um motor Serpollet. O combustível era suficiente para cerca de cinco minutos de funcionamento em potência máxima. A aeronave foi construída para Vuia pela empresa de engenharia parisiense Hockenjos e Schmitt.
Vuia escolheu um local em Montesson, próximo a Paris, para testes. Inicialmente, ele usou a máquina sem as asas montadas para ganhar experiência no controle em solo. As asas foram instaladas em março, e em 18 de março de 1906, a aeronave decolou brevemente. Após acelerar por cerca de 50 m (160 ft), o avião deixou o solo e percorreu o ar a uma altura de aproximadamente 1 m (3 ft 3 in) por uma distância de cerca de 12 m (39 ft), mas então o motor desligou e ele pousou. Apanhado pelo vento, foi lançado contra uma árvore e danificado. Em 19 de agosto, um voo mais longo de 24 m (79 ft) a uma altura de cerca de 2,5 m (8 ft) foi realizado, terminando em um pouso brusco que danificou a hélice.
Em agosto de 1906, ele modificou a aeronave, reduzindo a curvatura aerodinâmica da asa e adicionando um profundor. Nessa forma, ela é às vezes chamada de Vuia I-bis. O historiador da aviação britânico Charles Harvard Gibbs-Smith descreveu essa aeronave como "o primeiro monoplano tripulado de configuração basicamente moderna", mas "mal-sucedido" porque era incapaz de voo sustentado.
A revista francesa L'Aérophile enfatizou que a máquina de Vuia tinha a capacidade de decolar de uma superfície plana, sem assistência como rampas, trilhos ou catapultas. Na época, a Europa estava ciente dos esforços dos Irmãos Wright, que em 17 de dezembro de 1903 haviam voado seu Wright Flyer a partir do solo nivelado usando um carrinho de decolagem em um trilho guia, com um vento frontal de 30 km/h (20 mph), embora poucos reconhecessem o feito. Os Wrights haviam realizado voos sustentados e controlados em um circuito completo até setembro de 1904.

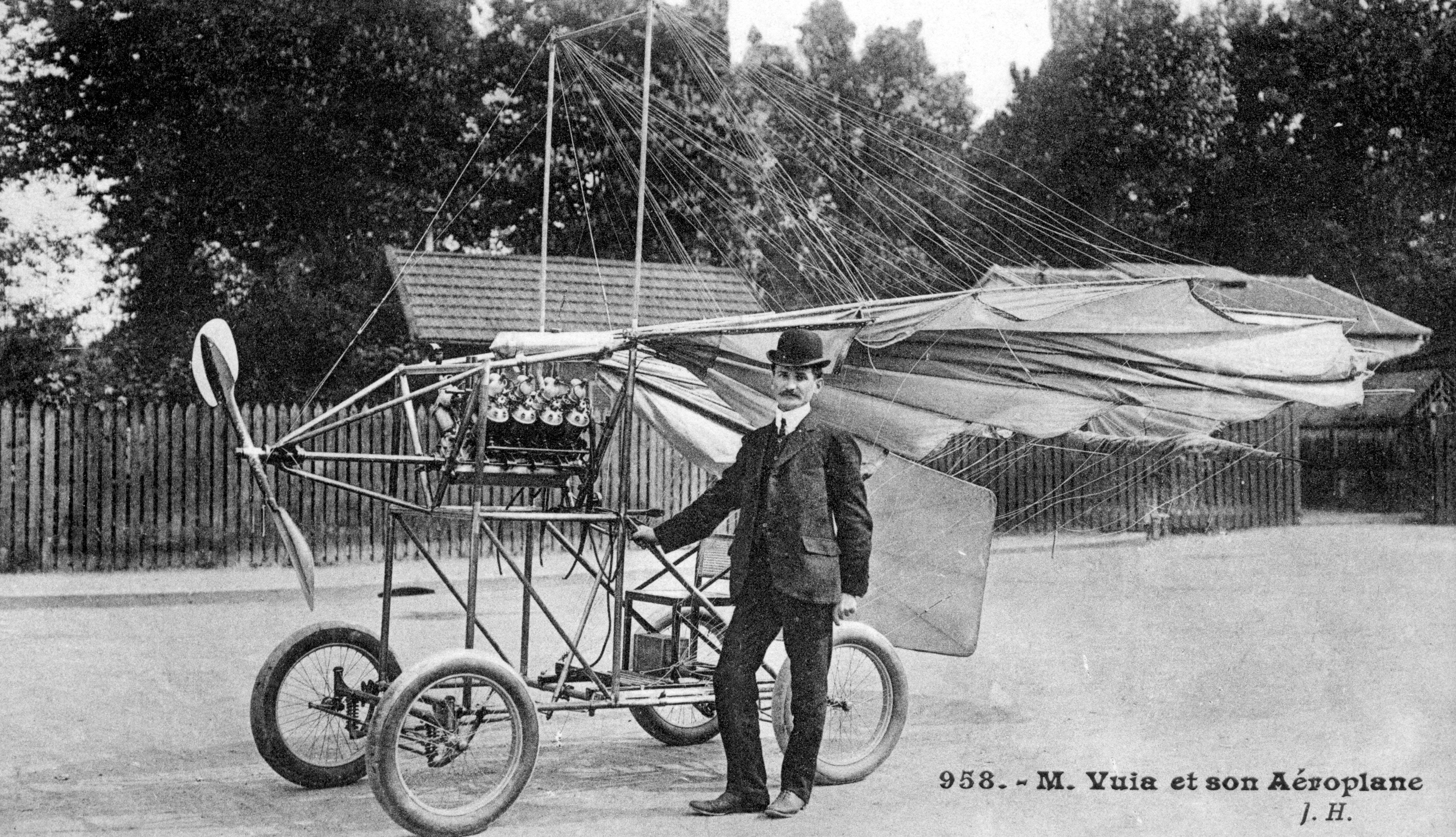
Um cartão postal de Vuia e seu avião de 1907, Vuia II, mostrado aqui com as asas dobradas

Em 1907, Vuia construiu o Vuia II, usando um motor a combustão interna Antoinette 19 kW (25 hp). Essa aeronave tinha a mesma configuração básica do Vuia I-bis, mas era menor e mais leve, com um peso total (incluindo o piloto) de 210 kg (460 lb) e uma envergadura de 7,9 metres (26 ft). Vuia conseguiu realizar um pequeno voo motorizado em 5 de julho, percorrendo 20 m (66 ft), mas danificou a aeronave e sofreu ferimentos leves no pouso. Nenhuma tentativa adicional foi feita para voar com a aeronave.
Charles Dollfus, ex-curador do Museu do Ar em Paris, escreveu que o uso de rodas por Alberto Santos Dumont em sua aeronave foi influenciado por ele ter visto as tentativas de voo de Vuia.

## Documentação

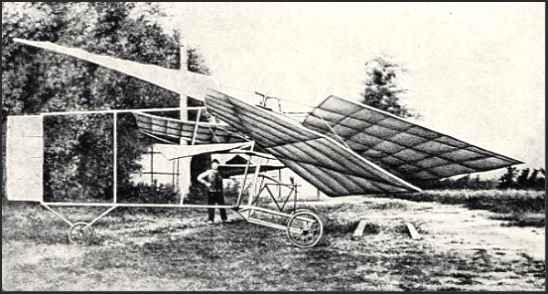
Helicóptero Vuia 1918

Vuia fez seu primeiro salto motorizado em 18 de março de 1906, em um campo plano em Montesson, perto de Paris, França. O voo ocorreu na presença de seu mecânico e dois amigos próximos. O avião, Vuia 1, levantou um metro do solo e voou por 12 metros. Relatos deste teste publicados na época, e de seus testes aéreos posteriores, até 19 de agosto de 1906, são baseados em cartas que ele escreveu para L'Aérophile, o jornal oficial do Aéro-Club de France. Vuia fez a primeira demonstração pública conhecida de seu avião em 8 de outubro de 1906, quando voou por quatro metros, testemunhado por Ernest Archdeacon e Édouard Surcouf.  Outro jornal do período, Flight, creditou-lhe um salto de cinco metros em 8 de outubro de 1906, como a primeira entrada em uma lista de seus testes mostrados em uma tabela de "as performances que foram feitas pelos aviadores mais proeminentes dos últimos anos".

## Galeria

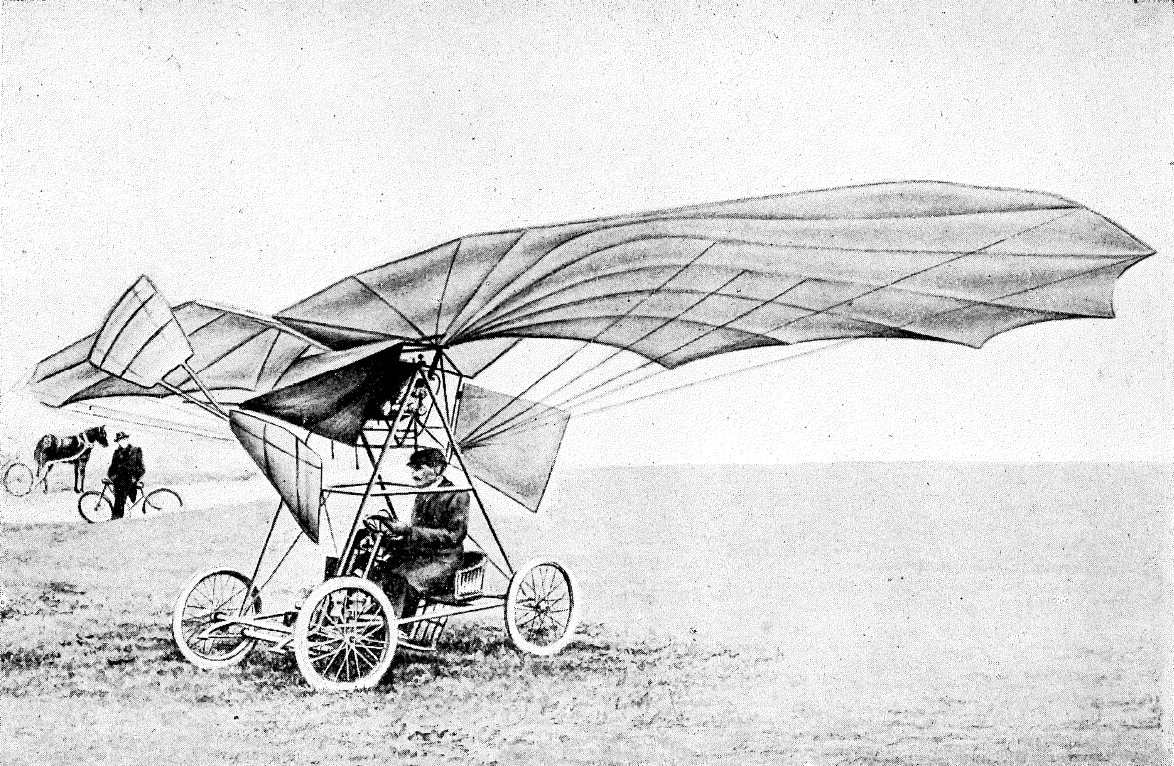
Vuia I
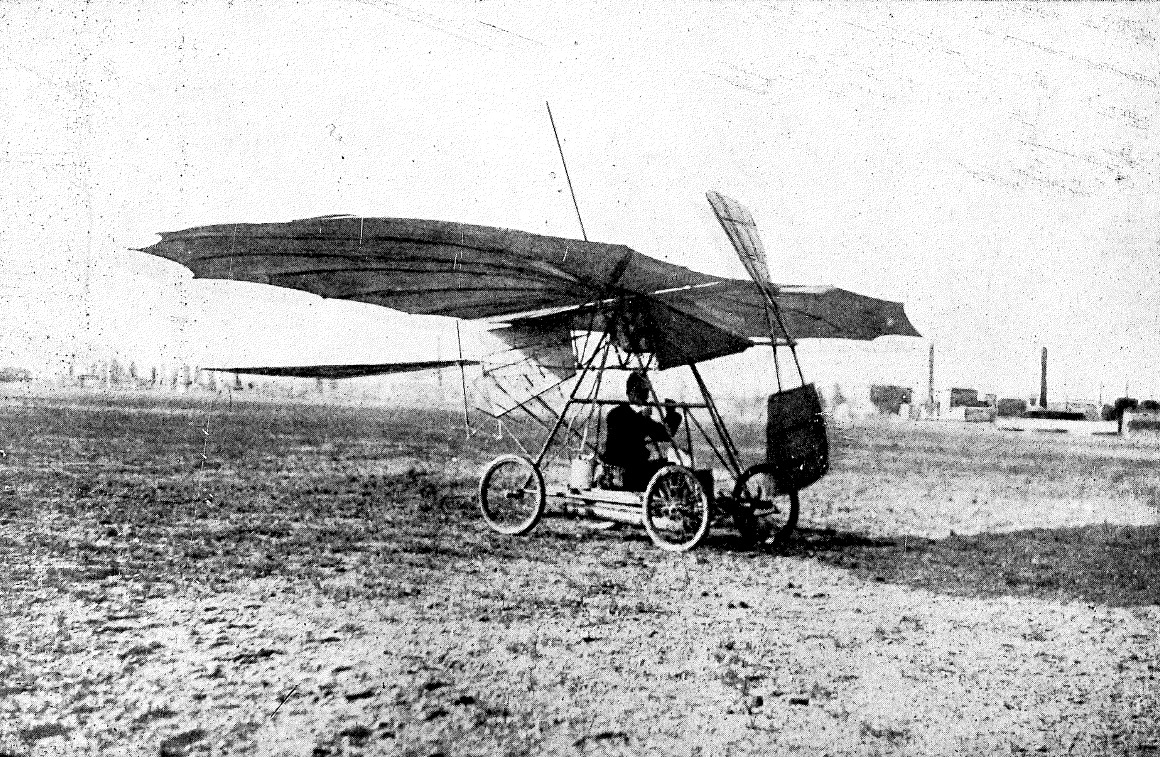
Vuia I
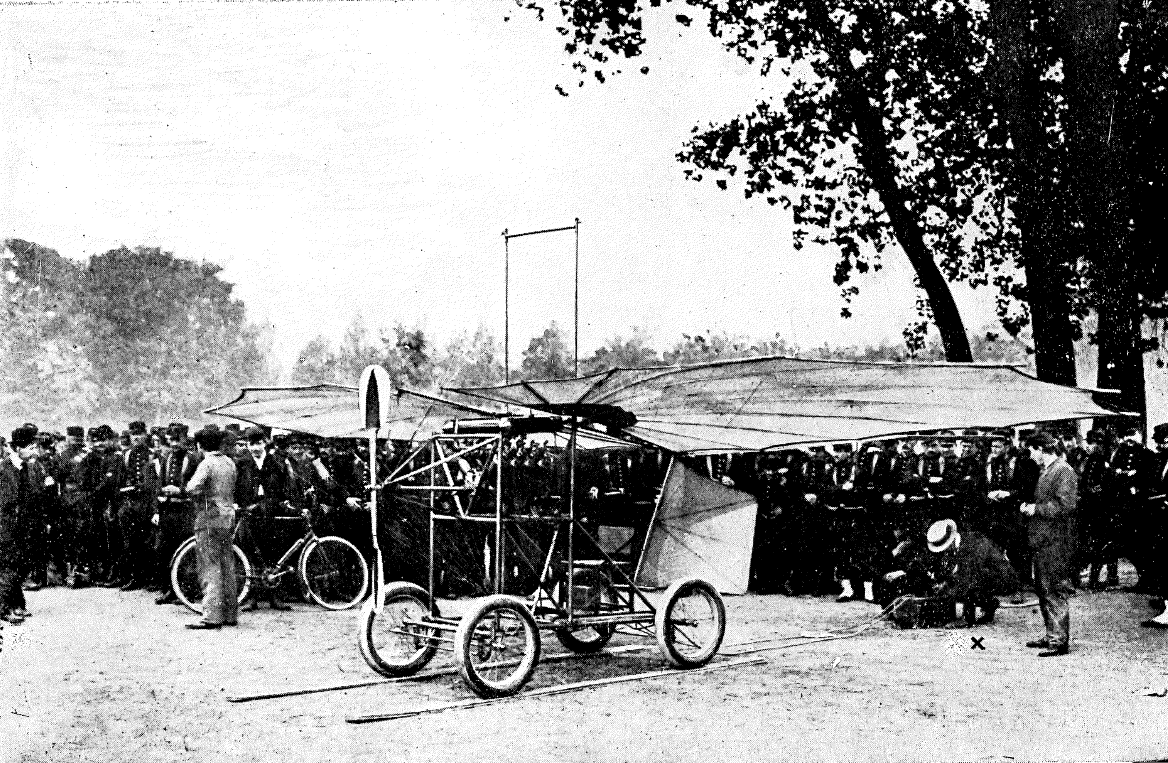
Vuia II
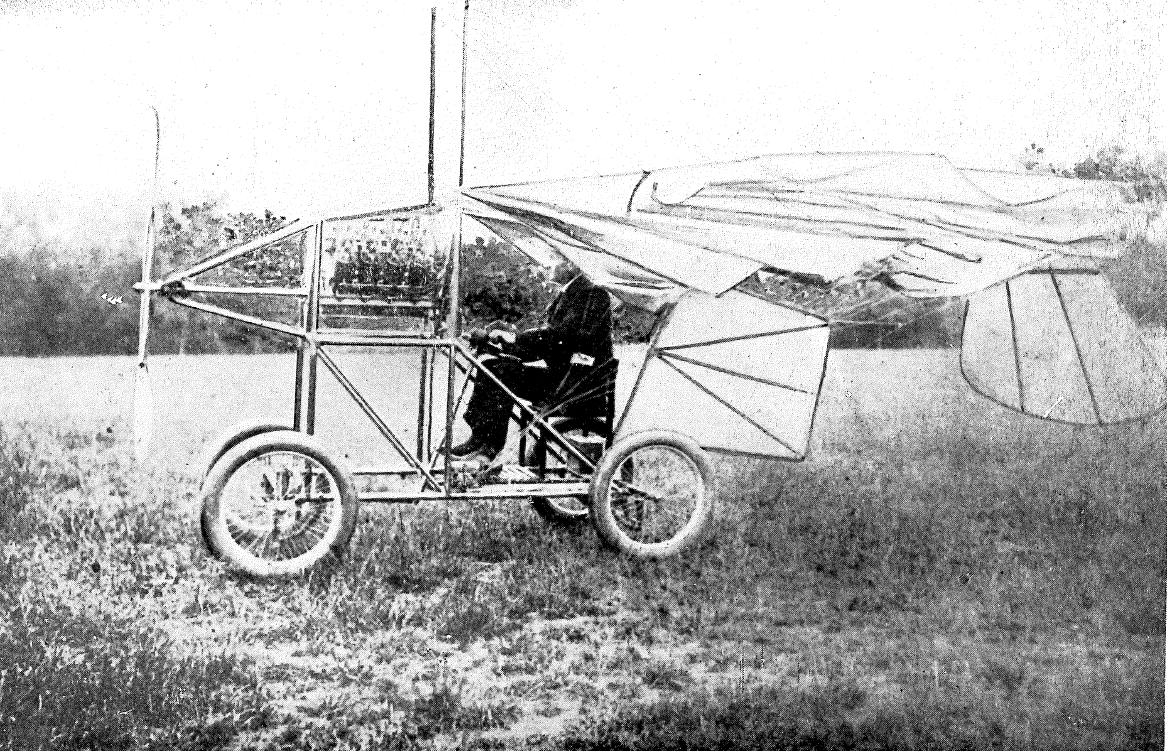
Vuia II
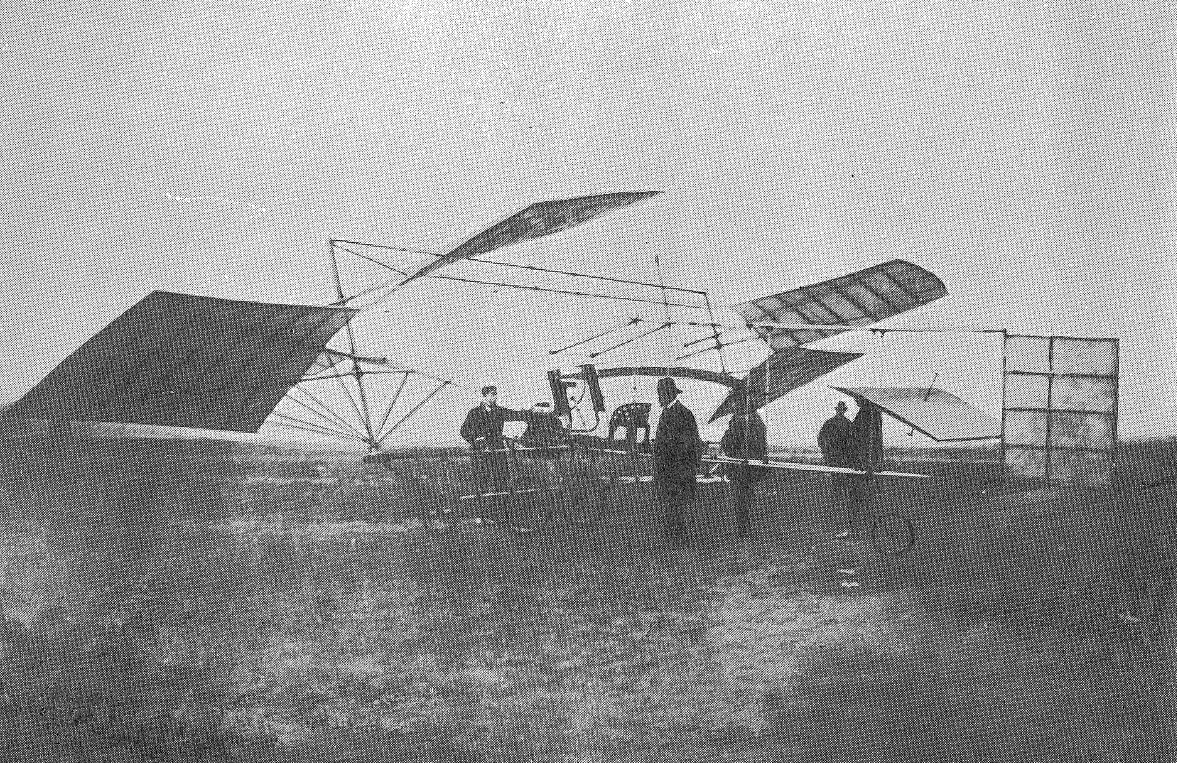
Vuia helicopter